# Teatro romano di Cartagena
Il teatro romano di Cartagena è un teatro romano di epoca augustea nella città di Carthago Nova, oggi Cartagena, in Spagna.

## Storia

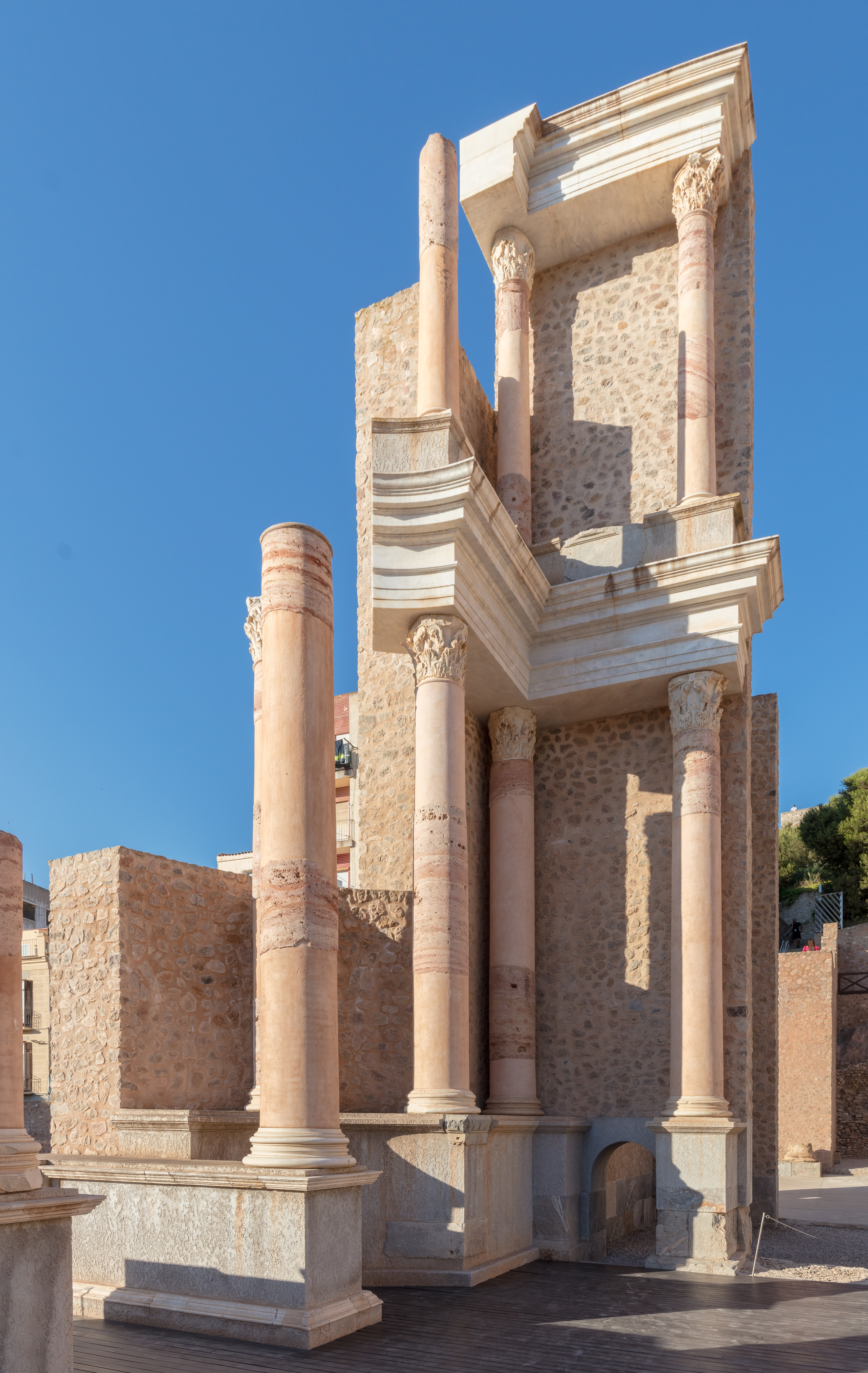
Particolare della scena (scaenae frons) e dell'iscrizione di dedica a Lucio Cesare sul passaggio laterale, dopo i restauri

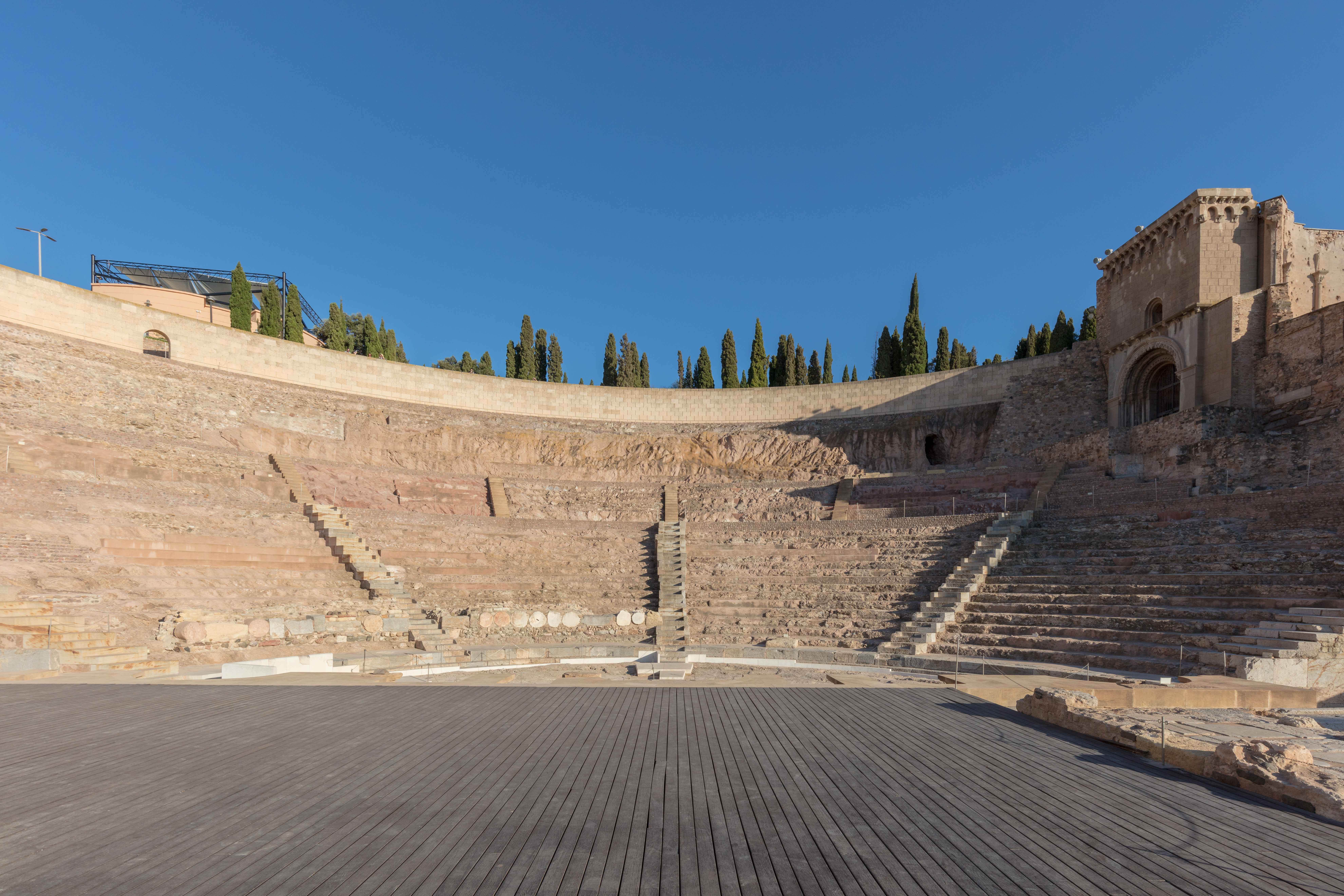
Cavea del teatro di Cartagena e la chiesa di Santa Maria la Vieja (Cattedrale vecchia), in parte sovrapposta nella parte superiore della cavea

Le iscrizioni dedicatorie del teatro a Gaio e Lucio Cesare, nipoti di Augusto designati alla successione, e la menzione di Gaio come console designato in uno degli altari rinvenuti nell'area della scena, permettono di collocare cronologicamente l'inaugurazione dell'edificio negli anni tra il 5 e l'1 a.C.
Nel III secolo sopra il teatro e riutilizzandone i materiali fu costruito un mercato colonnato, con uno spazio semicircolare scoperto che riprendeva la forma dell'orchestra. Il mercato venne probabilmente abbandonato dopo un incendio per il saccheggio dei Vandali nel 425. Un quartiere commerciale bizantino si installò nell'area nel VI secolo
Nel XIII secolo sulla parte superiore della cavea si sovrappose parzialmente la chiesa della Cattedrale vecchia (Catedral Vieja).
Nel 1988 ne vennero alla luce i primi resti, in occasione della costruzione del Centro regional de artesanía nella piazza della Condesa de Peralta. Gli scavi archeologici e la messa in luce del monumento furono completati nel 2003. Il suo restauro si concluse nel 2008.
Il monumento è stato integrato in un museo, inaugurato nel 2008, che incorpora inoltre il Palazzo consistorial, il palazzo di Riquelme e la chiesa di Santa Maria la Vieja. Il museo, progettato dall'architetto Rafael Moneo, si articola in due distinti edifici collegati da un corridoio sotterraneo.

## Descrizione
La cavea è scavata nella roccia nella sua parte centrale e si appoggia su gallerie a volta lateralmente. Aveva una capacità di circa 6.000 spettatori. La cavea era divisa orizzontalmente in tre parti (ima, media e summa cavea), a loro volta suddivisi in settori dalle scale radiali: cinque nella parte inferiore e sette in quella media e superiore.
L'accesso del pubblico avveniva per mezzo di due passaggi laterali (aditus), dove si trovavano le iscrizioni dedicatorie.
L'orchestra aveva pianta semicircolare e ospitava tre file di seggi in legno per le autorità (proedria). Il palcoscenico (proscaenium) aveva una lunghezza di 43,60 m. La scaenae frons era articolata in tre esedre semicircolari e ornata da due ordini di colonne, con basi e capitelli in marmo lunense importato e fusti in travertino rosa di Mula; l'edificio scenico raggiungeva complessivamente i 14,60 m di altezza.
Vi sono stati ritrovati tre altari rotondi dedicati alla triade capitolina e alle divinità del corteggio del dio Apollo (Grazie, Muse e Ore), oltre ad una statua di Apollo con la lira e di Rea Silvia.
Dietro l'edificio scenico si trovava una porticus post scaenam con doppia galleria porticata intorno ad uno spazio centrale sistemato a giardino.

## Museo

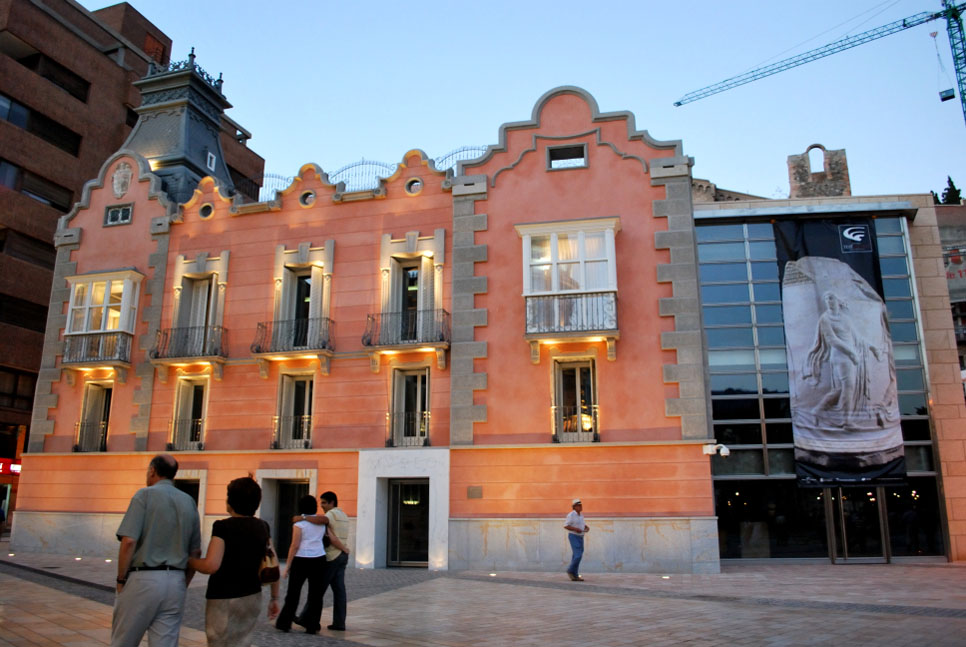
Ingresso del Museo del teatro romano di Cartagena

Il museo ospita nel corridoio sotterraneo i materiali relativi alla storia del quartiere che sorse sopra il teatro, esposti in ordine cronologico inverso nel percorso che conduce verso il monumento e accompagnati da pannelli informativi e presentazioni multimediali.
Le sale sono dedicate:
- all'architettura del teatro, con i frammenti originali della sua decorazione architettonica e scultorea, integrati da un plastico ricostruttivo e da presentazioni multimediali. Nella sala è ospitata inoltre una statua di Augusto proveniente dalla curia cittadina.
- alla decorazione statuaria e alla propaganda imperiale.

Al di sotto della cattedrale vecchia, un secondo passaggio sotterraneo conduce dal museo ai resti archeologici del teatro, lungo il quale è possibile osservare alcuni resti archeologici delle altre fasi storiche dell'area.

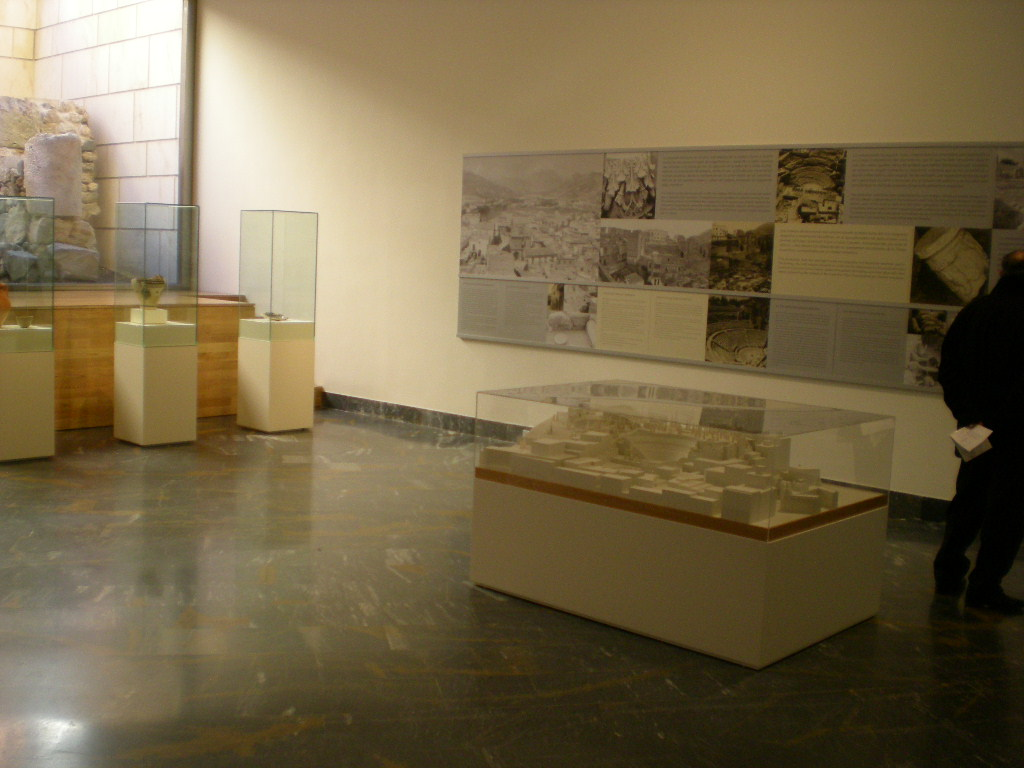
Sala del museo dedicata all'architettura del teatro
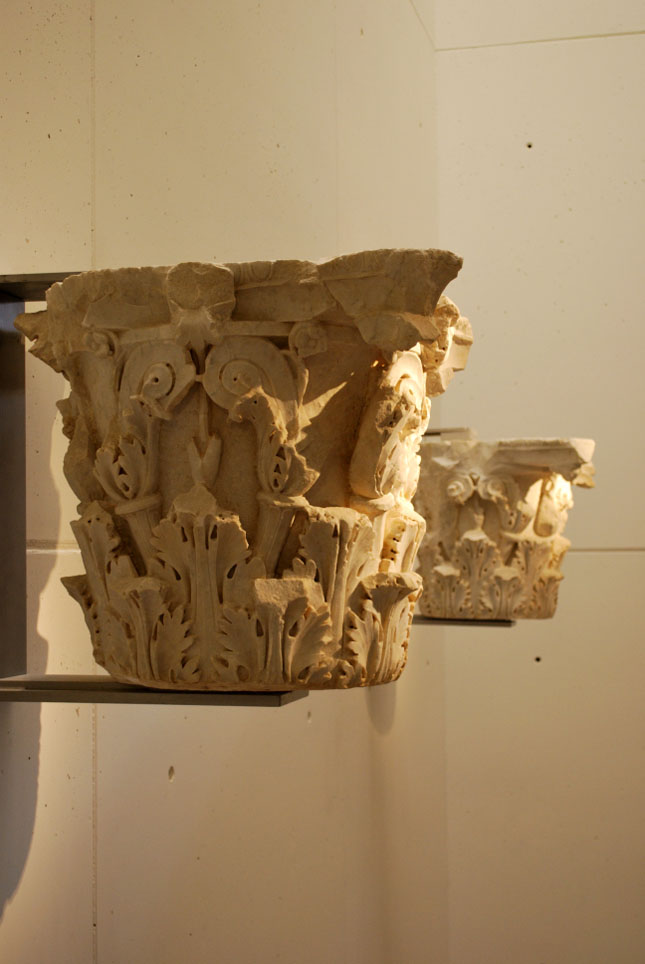
Capitelli corinzi in marmo lunense dalla scaenae frons del teatro
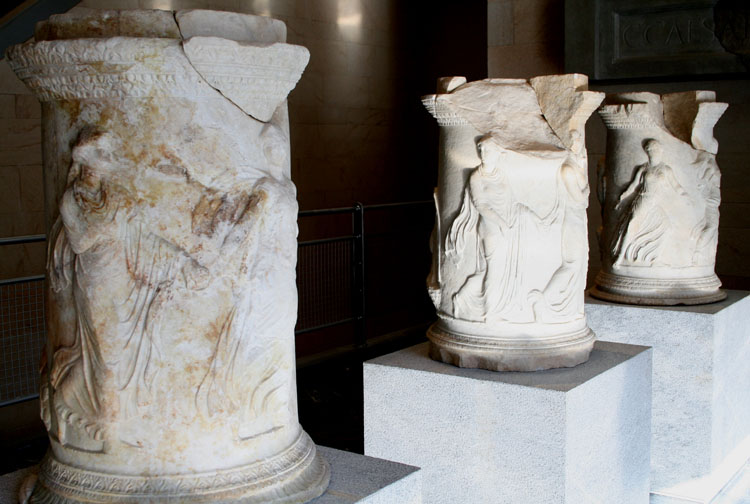
Altari rotondi rinvenuti nel proscenio.
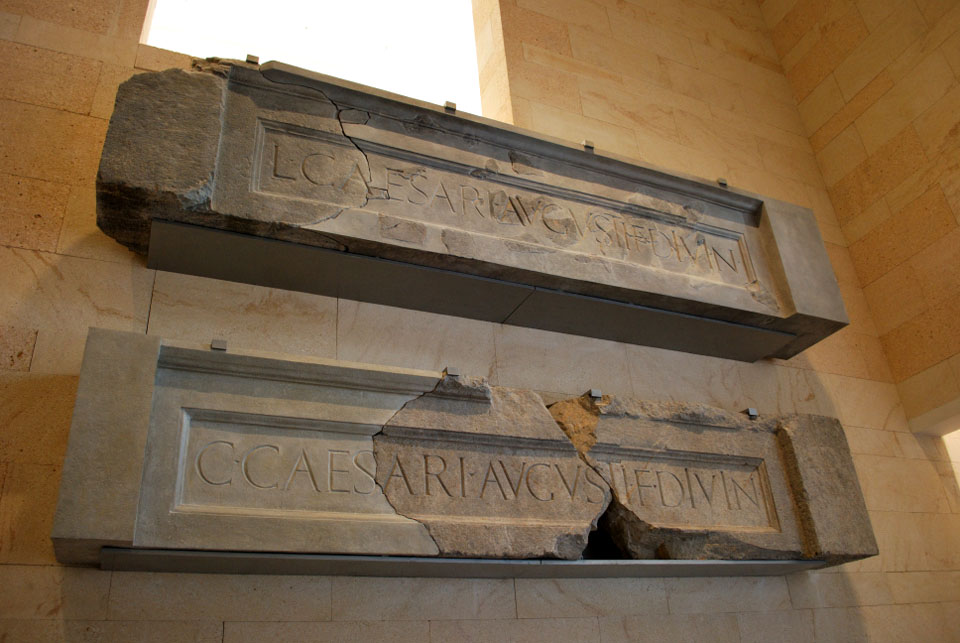
Iscrizioni dedicatorie a Gaio e Lucio Cesare
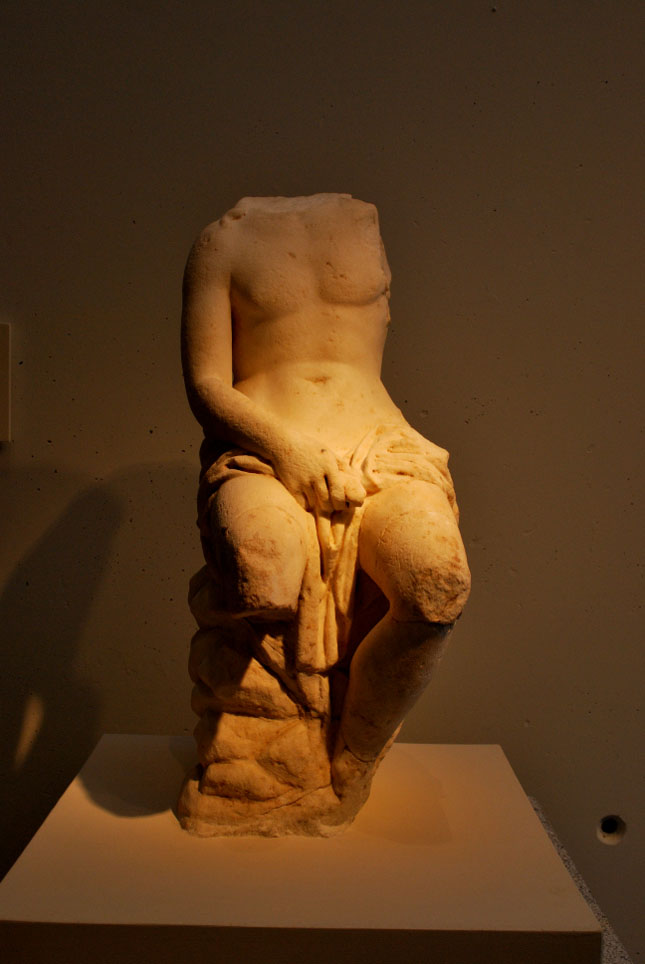
Statua di Apollo
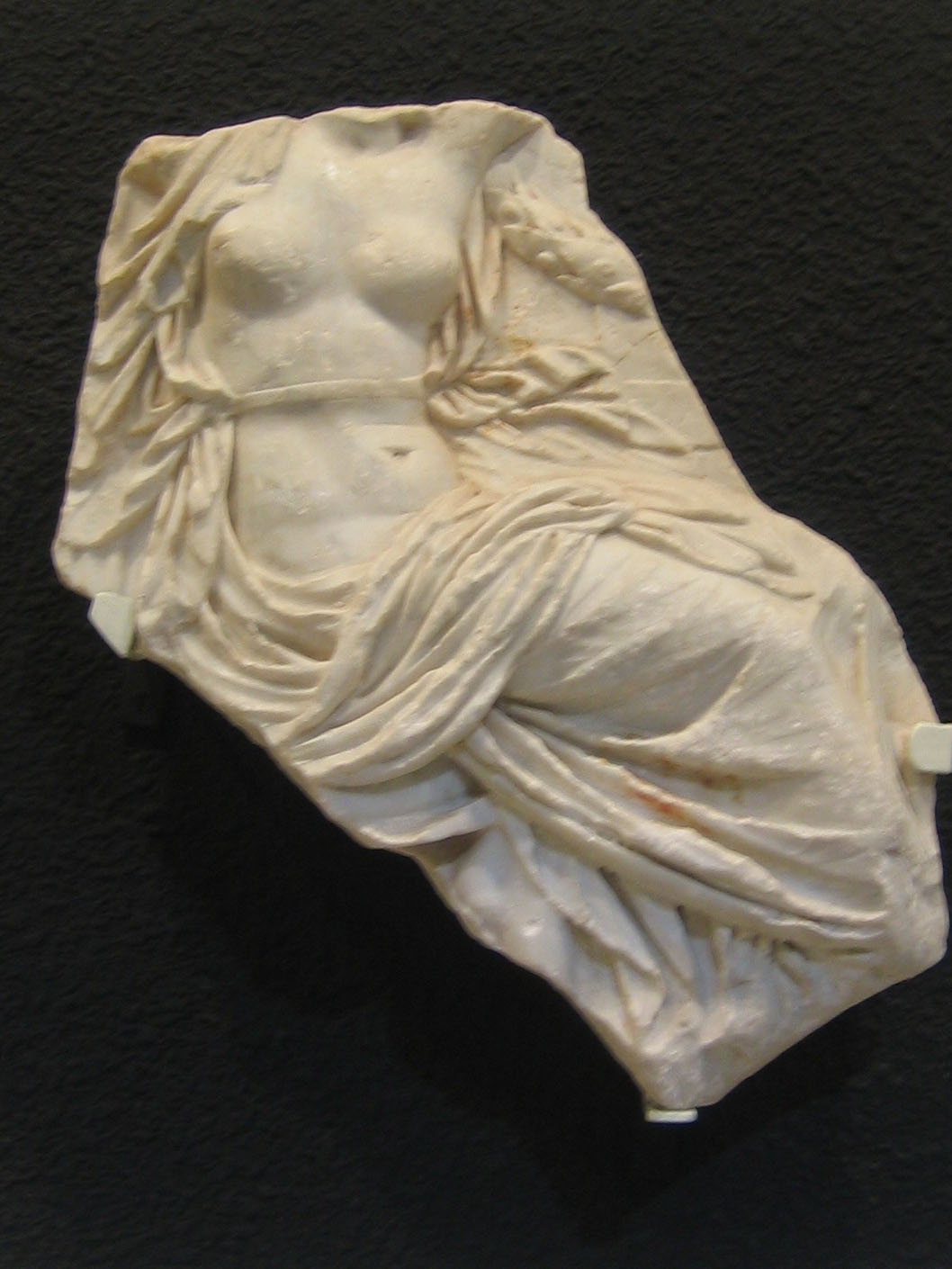
Rilievo con Rea Silvia
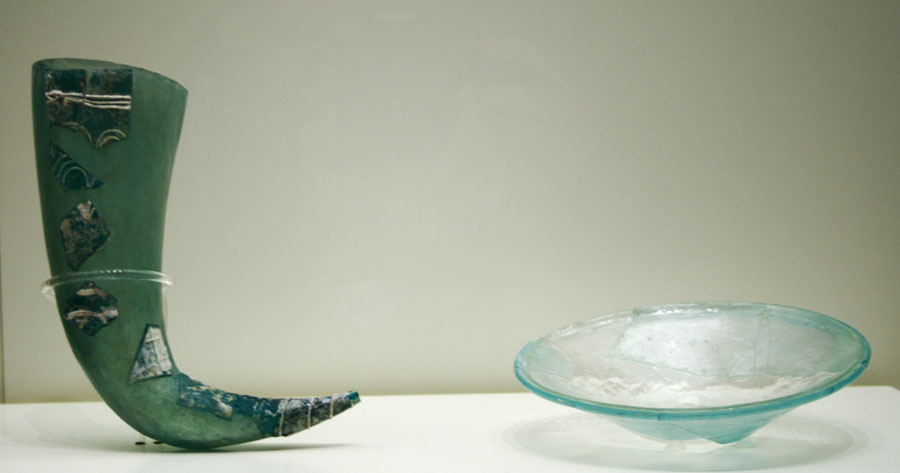
Vasellame in vetro di epoca bizantina
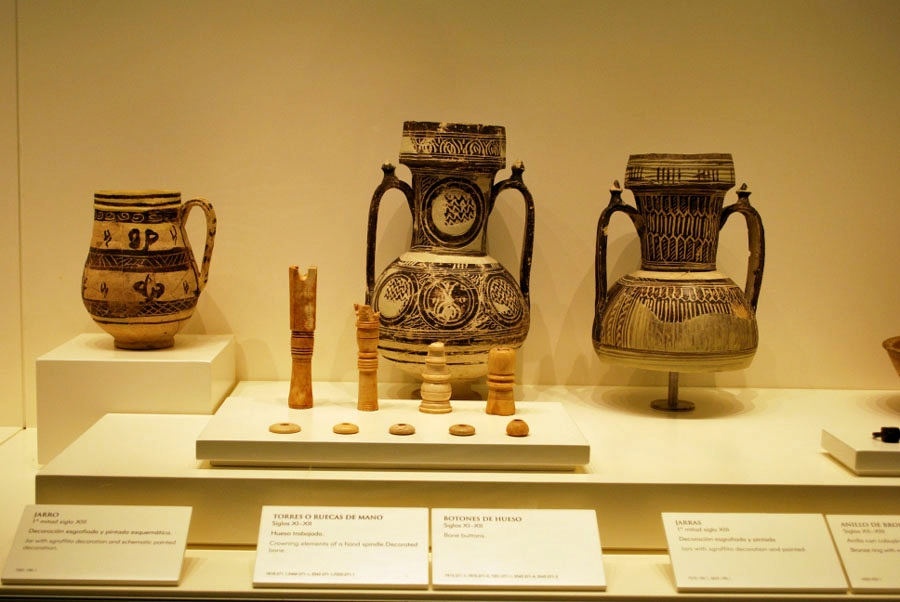
Ceramica islamica

## Filmografia
- La fortuna della vita (La chispa de la vida), regia di Álex de la Iglesia (2011)